# Eliminatórias da Copa do Mundo FIFA de 2014 - Ásia (quarta fase)
Resultados das partidas da quarta fase das eliminatórias asiáticas para a Copa do Mundo FIFA de 2014.
Nessa etapa as dez equipes classificadas da terceira fase foram divididas em dois grupos de cinco equipes cada. As duas melhores colocadas de cada grupo classificaram-se diretamente a Copa do Mundo e as seleções que finalizaram em terceiro lugar disputam um play-off entre si por um lugar na respescagem intercontinental contra a seleção quinta colocada da América do Sul.

## Grupos
| Grupo A                                              | Grupo B                                       |
| ---------------------------------------------------- | --------------------------------------------- |
| - Coreia do Sul - Irã - Uzbequistão - Catar - Líbano | - Austrália - Japão - Iraque - Jordânia - Omã |

## Resultados

### Grupo A
| Seleção       | Pts | J | V | E | D | GP | GC | SG |
| ------------- | --- | - | - | - | - | -- | -- | -- |
| Irã           | 16  | 8 | 5 | 1 | 2 | 8  | 2  | +6 |
| Coreia do Sul | 14  | 8 | 4 | 2 | 2 | 13 | 7  | +6 |
| Uzbequistão   | 14  | 8 | 4 | 2 | 2 | 11 | 6  | +5 |
| Catar         | 7   | 8 | 2 | 1 | 5 | 5  | 13 | –8 |
| Líbano        | 5   | 8 | 1 | 2 | 5 | 3  | 12 | –9 |

| 3 de junho de 2012 | Uzbequistão | 0 – 1     | Irã              | Estádio JAR, Tashkent                        |
| 19:00 (UTC+5)      |             | Relatório | Khalatbari 90+3' | Público: 9 000 Árbitro: JPN Yuichi Nishimura |

| 3 de junho de 2012 | Líbano | 0 – 1     | Catar     | Estádio Camille Chamoun Sports City, Beirute |
| 20:30 (UTC+3)      |        | Relatório | Soria 64' | Público: 40 000 Árbitro: BHR Nawaf Shukralla |

| 8 de junho de 2012 | Líbano       | 1 – 1     | Uzbequistão | Estádio Camille Chamoun Sports City, Beirute    |
| 16:00 (UTC+3)      | Al Saadi 34' | Relatório | Hasanov 12' | Público: 13 000 Árbitro: OMA Abdullah Al Hilali |

| 8 de junho de 2012 | Catar   | 1 – 4     | Coreia do Sul                                               | Estádio Jassim Bin Hamad, Doha              |
| 19:15 (UTC+3)      | Ali 22' | Relatório | Lee Keun-Ho 26', 80' · Kwak Tae-Hwi 55' · Kim Shin-Wook 64' | Público: 10 730 Árbitro: UAE Ali Al-Badwawi |

| 12 de junho de 2012 | Coreia do Sul                            | 3 – 0     | Líbano | Estádio Goyang, Goyang                    |
| 20:00 (UTC+9)       | Kim Bo-Kyung 30', 48' · Koo Ja-Cheol 90' | Relatório |        | Público: 36 756 Árbitro: JPN Masaaki Toma |

| 12 de junho de 2012 | Irã | 0 – 0     | Catar | Estádio Azadi, Teerã                      |
| 20:00 (UTC+4:30)    |     | Relatório |       | Público: 100 000 Árbitro: AUS Peter Green |

| 11 de setembro de 2012 | Uzbequistão                             | 2 – 2     | Coreia do Sul                             | Estádio Pakhtakor Markaziy, Tashkent           |
| 18:00 (UTC+5)          | Ki Sung-Yueng 13' (g.c.) · Tursunov 59' | Relatório | Filiposyan 44' (g.c.) · Lee Dong-Gook 57' | Público: 33 000 Árbitro: AUS Benjamin Williams |

| 11 de setembro de 2012 | Líbano    | 1 – 0     | Irã | Estádio Camille Chamoun Sports City, Beirute |
| 17:00 (UTC+3)          | Antar 27' | Relatório |     | Público: 14 000 Árbitro: CHN Tan Hai         |

| 16 de outubro de 2012 | Catar | 0 – 1     | Uzbequistão  | Estádio Jassim Bin Hamad, Doha       |
| 15:25 (UTC+3)         |       | Relatório | Tursunov 13' | Público: 11 260 Árbitro: CHN Tan Hai |

| 16 de outubro de 2012 | Irã          | 1 – 0     | Coreia do Sul | Estádio Azadi, Teerã                      |
| 20:00 (UTC+3:30)      | Nekounam 76' | Relatório |               | Público: 99 885 Árbitro: SIN Abdul Bashir |

| 14 de novembro de 2012 | Catar     | 1 – 0     | Líbano | Estádio Jassim Bin Hamad, Doha                |
| 17:45 (UTC+3)          | Soria 75' | Relatório |        | Público: 12 870 Árbitro: KSA Khalil Al Ghamdi |

| 14 de novembro de 2012 | Irã | 0 – 1     | Uzbequistão | Estádio Azadi, Teerã                        |
| 20:00 (UTC+3:30)       |     | Relatório | Bakayev 71' | Público: 43 700 Árbitro: UAE Ali Al-Badwawi |

| 26 de março de 2013 | Coreia do Sul                         | 2 – 1     | Catar       | Seul World Cup Stadium, Seul                  |
| 20:00 (UTC+9)       | Lee Keun-Ho 60' · Son Heung-Min 90+6' | Relatório | Khalfan 63' | Público: 37 222 Árbitro: JPN Yuichi Nishimura |

| 26 de março de 2013 | Uzbequistão  | 1 – 0     | Líbano | Estádio Bunyodkor, Tashkent               |
| 18:00 (UTC+5)       | Djeparov 63' | Relatório |        | Público: 31 197 Árbitro: SIN Abdul Bashir |

| 4 de junho de 2013 | Catar | 0 – 1     | Irã                | Estádio Jassim Bin Hamad, Doha            |
| 19:15 (UTC+3)      |       | Relatório | Ghoochannejhad 66' | Público: 11 872 Árbitro: SIN Abdul Bashir |

| 4 de junho de 2013 | Líbano      | 1 – 1     | Coreia do Sul     | Estádio Camille Chamoun Sports City, Beirute  |
| 20:30 (UTC+5)      | Maatouk 12' | Relatório | Kim Chi-Woo 90+6' | Público: 8 430 Árbitro: AUS Benjamin Williams |

| 11 de junho de 2013 | Coreia do Sul           | 1 – 0     | Uzbequistão | Seul World Cup Stadium, Seul             |
| 20:00 (UTC+9)       | Shorakhmedov 43' (g.c.) | Relatório |             | Público: 50 699 Árbitro: JPN Minoru Tojo |

| 11 de junho de 2013 | Irã                                                       | 4 – 0     | Líbano | Estádio Azadi, Teerã                      |
| 20:00 (UTC+4:30)    | Khalatbari 39' · Nekounam 45+1', 86' · Ghoochannejhad 46' | Relatório |        | Público: 91 300 Árbitro: JPN Masaaki Toma |

| 18 de junho de 2013 | Coreia do Sul | 0 – 1     | Irã                | Munsu Cup Stadium, Ulsan             |
| 21:00 (UTC+9)       |               | Relatório | Ghoochannejhad 60' | Público: 42 243 Árbitro: CHN Tan Hai |

| 18 de junho de 2013 | Uzbequistão                                                 | 5 – 1     | Catar     | Estádio Bunyodkor, Tashkent              |
| 17:00 (UTC+5)       | Nasimov 61', 74' · Zoteev 72' · Ahmedov 87' · Bakayev 90+1' | Relatório | Ilyas 37' | Público: 34 000 Árbitro: AUS Peter Green |

### Grupo B
| Seleção   | Pts | J | V | E | D | GP | GC | SG  |
| --------- | --- | - | - | - | - | -- | -- | --- |
| Japão     | 17  | 8 | 5 | 2 | 1 | 16 | 5  | +11 |
| Austrália | 13  | 8 | 3 | 4 | 1 | 12 | 7  | +5  |
| Jordânia  | 10  | 8 | 3 | 1 | 4 | 7  | 16 | –9  |
| Omã       | 9   | 8 | 2 | 3 | 3 | 7  | 10 | –3  |
| Iraque    | 5   | 8 | 1 | 2 | 5 | 4  | 8  | –4  |

| 3 de junho de 2012 | Japão                               | 3 – 0     | Omã | Estádio Saitama 2002, Saitama                |
| 19:30 (UTC+9)      | Honda 11' · Maeda 51' · Okazaki 54' | Relatório |     | Público: 63 551 Árbitro: UZB Ravshan Irmatov |

| 3 de junho de 2012 | Jordânia  | 1 – 1     | Iraque    | Estádio Internacional, Amã                      |
| 19:00 (UTC+3)      | Hayel 43' | Relatório | Akram 14' | Público: 13 000 Árbitro: UZB Valentin Kovalenko |

| 8 de junho de 2012 | Japão                                                             | 6 – 0     | Jordânia | Estádio Saitama 2002, Saitama             |
| 19:30 (UTC+9)      | Maeda 18' · Honda 22', 31', 53' (pen) · Kagawa 35' · Kurihara 89' | Relatório |          | Público: 60 874 Árbitro: KOR Kim Dong-Jin |

| 8 de junho de 2012 | Omã | 0 – 0     | Austrália | Complexo Esportivo Sultão Qaboos, Mascate    |
| 17:00 (UTC+4)      |     | Relatório |           | Público: 11 000 Árbitro: IRN Alireza Faghani |

| 12 de junho de 2012 | Austrália           | 1 – 1     | Japão        | Suncorp Stadium, Brisbane                     |
| 20:00 (UTC+10)      | Wilkshire 70' (pen) | Relatório | Kurihara 65' | Público: 40 189 Árbitro: KSA Khalil Al Ghamdi |

| 12 de junho de 2012 | Iraque      | 1 – 1     | Omã           | Estádio Grand Hamad, Doha, Qatar[a]           |
| 17:45 (UTC+3)       | Mahmoud 37' | Relatório | Al Balushi 8' | Público: 1 650 Árbitro: QAT Abdulrahman Abdou |

| 11 de setembro de 2012 | Japão     | 1 – 0     | Iraque | Estádio Saitama 2002, Saitama             |
| 19:35 (UTC+9)          | Maeda 25' | Relatório |        | Público: 60 593 Árbitro: SIN Abdul Bashir |

| 11 de setembro de 2012 | Jordânia                               | 2 – 1     | Austrália    | Estádio Rei Abdullah, Amã                     |
| 19:00 (UTC+3)          | Abdel-Fattah 50' (pen) · Amer Deeb 73' | Relatório | Thompson 86' | Público: 16 000 Árbitro: QAT Abdullah Balideh |

| 16 de outubro de 2012 | Omã                       | 2 – 1     | Jordânia  | Complexo Esportivo Sultão Qaboos, Mascate    |
| 17:00 (UTC+4)         | Mubarak 62' · Darwish 87' | Relatório | Bawab 90' | Público: 26 000 Árbitro: BHR Nawaf Shukralla |

| 16 de outubro de 2012 | Iraque          | 1 – 2     | Austrália                 | Estádio Grand Hamad, Doha, Qatar[a]    |
| 17:15 (UTC+3)         | Abdul-Zahra 72' | Relatório | Cahill 80' · Thompson 84' | Público: 2 183 Árbitro: KOR Lee Min-Hu |

| 14 de novembro de 2012 | Omã         | 1 – 2     | Japão                      | Complexo Esportivo Sultão Qaboos, Mascate     |
| 15:30 (UTC+4)          | Mubarak 77' | Relatório | Kiyotake 20' · Okazaki 90' | Público: 28 360 Árbitro: QAT Abdullah Balideh |

| 14 de novembro de 2012 | Iraque    | 1 – 0     | Jordânia | Estádio Grand Hamad, Doha, Qatar[a] |
| 16:00 (UTC+3)          | Ahmad 86' | Relatório |          | Público: 1 755 Árbitro: CHN Tan Hai |

| 26 de março de 2013 | Austrália               | 2 – 2     | Omã                               | ANZ Stadium, Sydney                          |
| 19:30 (UTC+11)      | Cahill 52' · Holman 85' | Relatório | Al-Hadhri 7' · Jedinak 49' (g.c.) | Público: 34 603 Árbitro: UZB Ravshan Irmatov |

| 26 de março de 2013 | Jordânia                 | 2 – 1     | Japão      | Estádio Rei Abdullah, Amã                    |
| 17:00 (UTC+3)       | Attiah 45+1' · Hayel 60' | Relatório | Kagawa 69' | Público: 18 000 Árbitro: IRN Alireza Faghani |

| 4 de junho de 2013 | Japão             | 1 – 1     | Austrália | Estádio Saitama 2002, Saitama                |
| 19:30 (UTC+9)      | Honda 90+1' (pen) | Relatório | Oar 81'   | Público: 62 172 Árbitro: BHR Nawaf Shukralla |

| 4 de junho de 2013 | Omã           | 1 – 0     | Iraque | Complexo Esportivo Sultão Qaboos, Mascate |
| 17:00 (UTC+4)      | Al Ajmi 45+4' | Relatório |        | Público: 18 300 Árbitro: KOR Kim Dong-Jin |

| 11 de junho de 2013 | Austrália                                          | 4 – 0     | Jordânia | Docklands Stadium, Melbourne              |
| 19:00 (UTC+10)      | Bresciano 15' · Cahill 61' · Kruse 76' · Neill 84' | Relatório |          | Público: 43 785 Árbitro: SIN Abdul Bashir |

| 11 de junho de 2013 | Iraque | 0 – 1     | Japão       | Estádio Grand Hamad, Doha, Qatar[a]            |
| 17:30 (UTC+3)       |        | Relatório | Okazaki 89' | Público: 1 100 Árbitro: UZB Valentin Kovalenko |

| 18 de junho de 2013 | Austrália   | 1 – 0     | Iraque | ANZ Stadium, Sydney                          |
| 19:30 (UTC+10)      | Kennedy 83' | Relatório |        | Público: 80 523 Árbitro: IRN Alizera Faghani |

| 18 de junho de 2013 | Jordânia  | 1 – 0     | Omã | Estádio Rei Abdullah, Amã                       |
| 19:00 (UTC+3)       | Hayel 58' | Relatório |     | Público: 14 000 Árbitro: UZB Valentin Kovalenko |